# Parc Alppi
Le parc Alppi (en finnois : Alppipuisto) est un parc du quartier de Alppiharju  à Helsinki en Finlande.

## Présentation
Le parc a une superficie de 16,5 hectares.
Le parc est délimité par les rues Helsinginkatu, Viipurinkatu et Tivolitie ainsi que par le parc Lénine. 
Linnanmäki est installé au milieu de l'espace vert constitué du parc Alppi et du parc  Lénine.
La zone du parc comprend, entre autres, un enclos pour chiens, deux pavillons, un étang avec des fontaines et des ponts en bois, un terrain herbeux ouvert au centre du parc et de hautes zones rocheuses aux extrémités sud-ouest et nord du parc. 
La pelouse et les rochers du parc sont très appréciés des amateurs de bronzage en été. 
En hiver, la zone rocheuse, offre une colline de luge. 
Les cerisiers d'Alppipuisto qui fleurissent au début du printemps ont été donnés par des Japonais vivant à Helsinki.

## Galerie

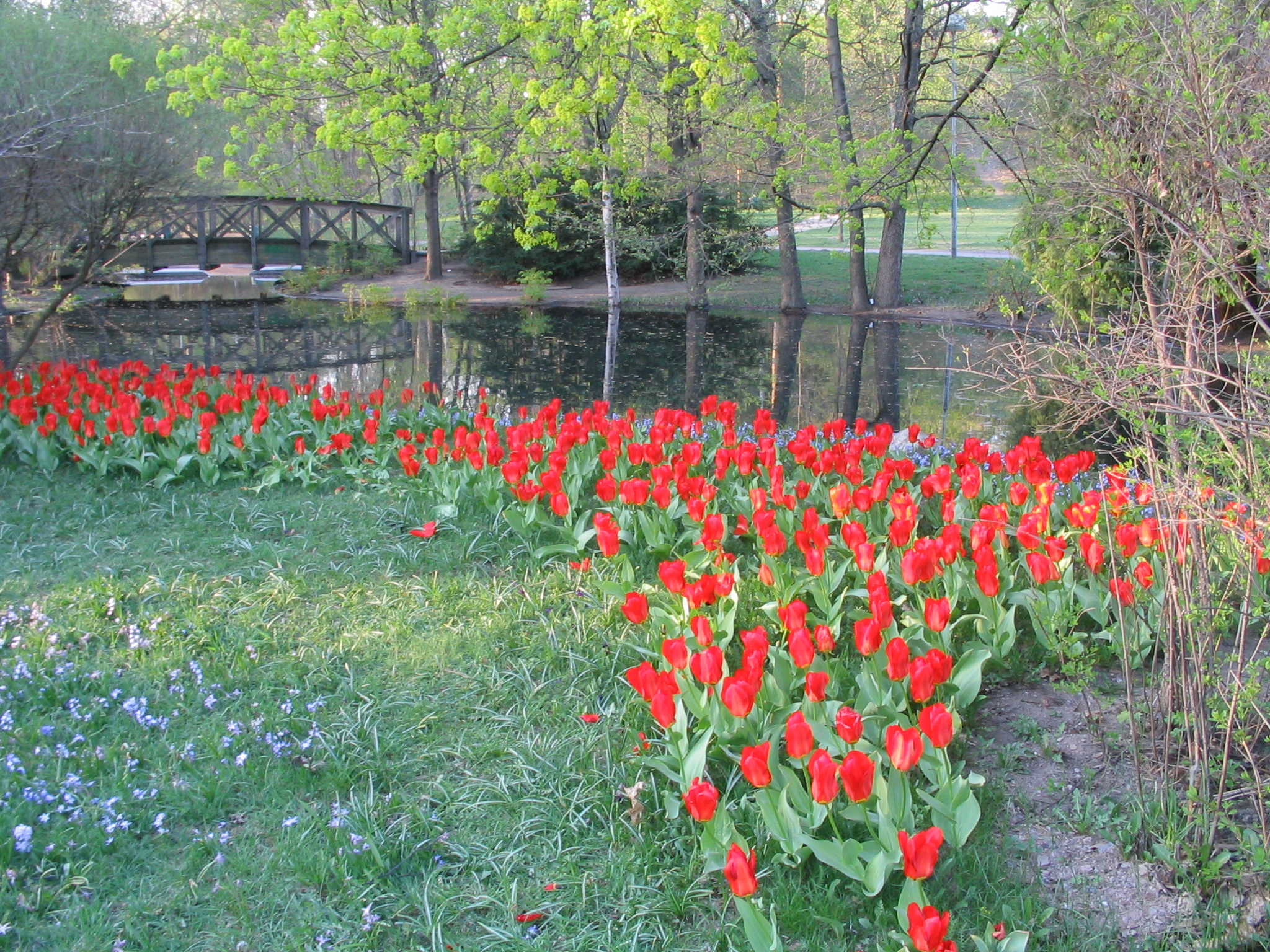
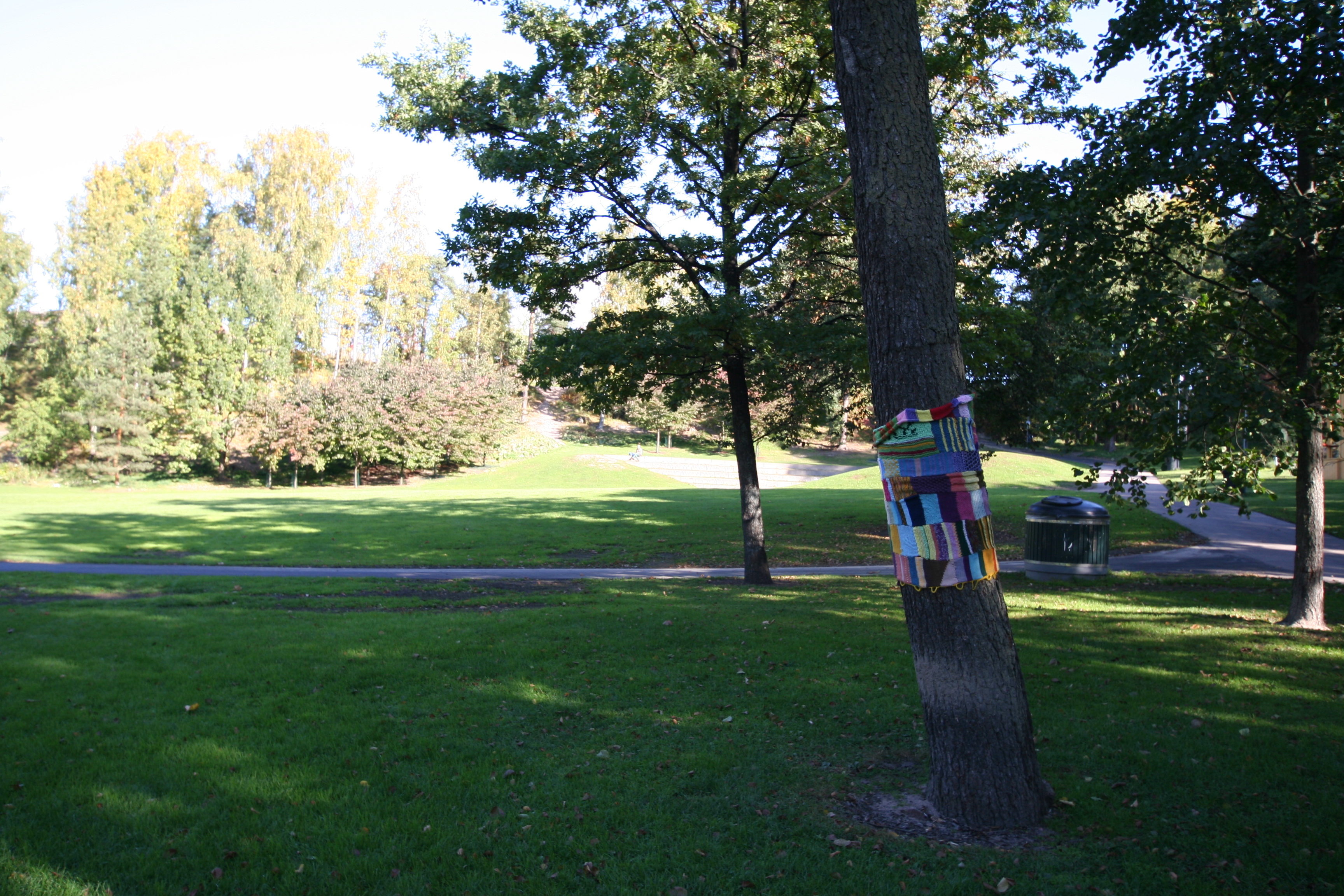
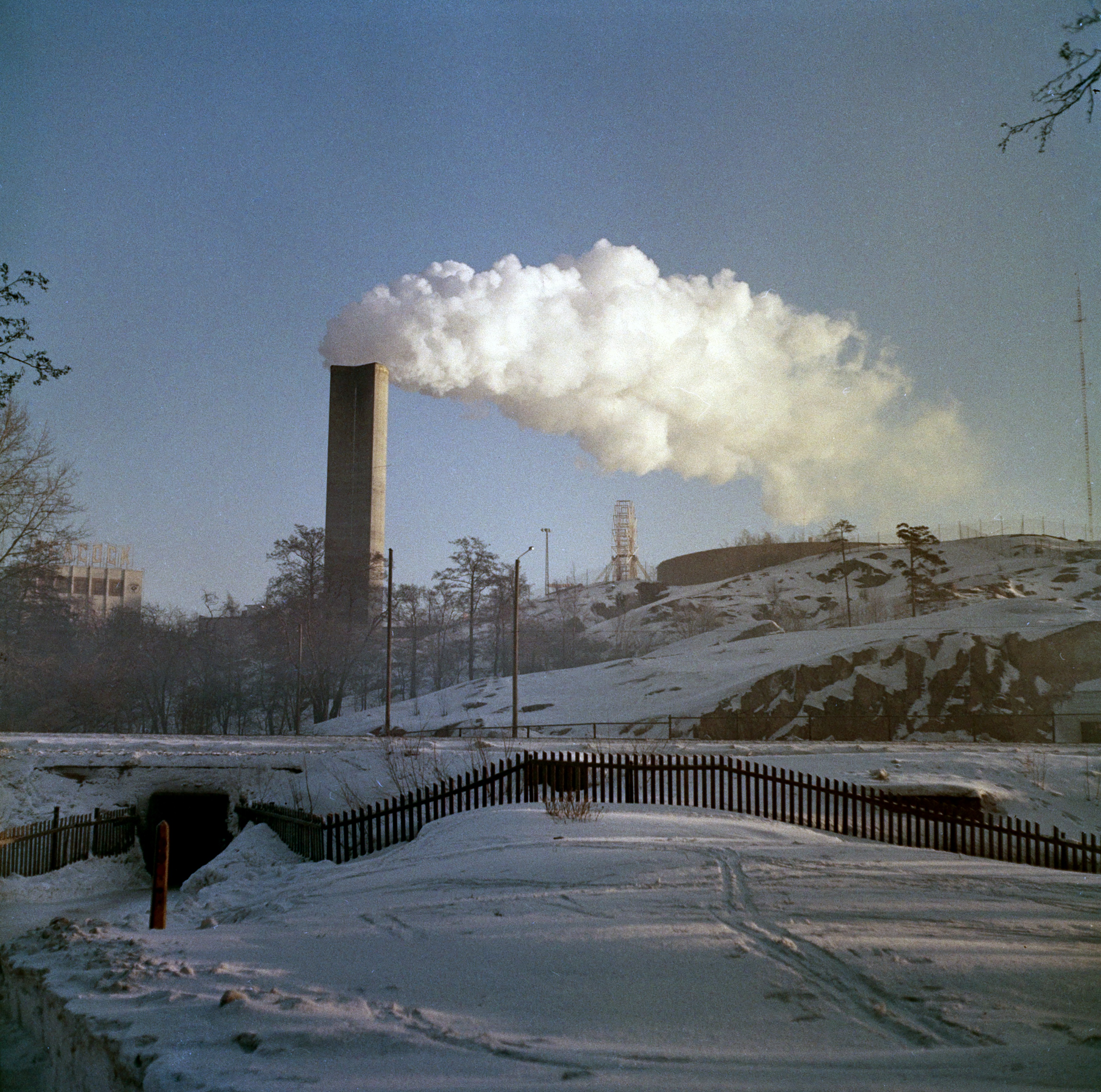